# Юйшу (Гирин)
Юйшу́ (кит. упр. 榆树, пиньинь Yúshù) — городской уезд города субпровинциального значения Чанчунь провинции Гирин (КНР).

## История
Уезд Юйшу был образован в 1906 году. 26 декабря 1990 года он был преобразован в городской уезд.

## Административное деление
Городской уезд Юйшу делится на 4 уличных комитета, 15 посёлков, 8 волостей и 1 национальную волость.

## Соседние административные единицы
Городской уезд Юйшу граничит со следующими административными единицами:
- Городской уезд Дэхуэй (на юго-западе)
- Городской округ Гирин (на юге)
- Городской округ Сунъюань (на западе)
- Провинция Хэйлунцзян (на севере и востоке)